# Полоцкое (Челябинская область)
По́лоцкое — село в Кизильском районе Челябинской области России. Административный центр Полоцкого сельского поселения.

## История
В 1835 г. императором Николаем I был утвержден план переноса государственной границы вглубь степи. Граница была выпрямлена по линии Орск — Троицк. Этот участок государственной границы официально стал именоваться новой линией. Громадное пространство, более 10 тыс. квадратных верст между старой и новой линиями получил название Новолинейного района, целиком присоединенного к землям Оренбургского казачьего войска. В 1838—1848 гг. на новолинейных землях было построено более 50 казачьих населенных пунктов.
Первое упоминание о поселении относится к 1842 г. Зародившаяся станица получила название Полоцкое. Название села дано в память о сражении русских войск с армией Наполеона во время вторжения его в Россию. Памятная битва ознаменована победой русских войск, нанесших поражение французской армии, на время приостановив её дальнейшее продвижение в глубь страны. Битва состоялась в 1812 году 26—27 июля в районе города Полоцка Витебской губернии, в Белоруссии.
В исторических документах 1842 года станица значилась как Отряд № 10 в Новолинейном районе.
Заселяли сюда казаков из города Бузулука Оренбургской губернии, всего 234 человека. Жители занимались хлебопашеством, разведением скота. Первоначальной задачей местного казачества была охрана целостности территориальных границ Российской империи.
Первоначально поселок относился к 5-му полковому округу Оренбургского казачьего войска, во 2-й половине XIX в. вошел в Варшавский станичный юрт 2-го военного отдела ОКВ; в нач. XX в. получил статус станицы. В 1894 году за селом закрепили 21755 десятин 960 саженей земельных угодий.
В 1873 году насчитывалось 126 дворов (952 жителей), в 1889 г. — 214 (1179), действовали церковь во имя Святого Николая Чудотворца, школа, водяная и ветряная мельницы; в 1900 г.— 257 дворов (1317 жителей), 4 водяные мельницы, 2 школы. 
Полоцкое являлось центром сельсовета в Кизильском районе Троицкого округа Уральской области, работали потребит. и сельскохозяйственные кооперативы, фельдшерский и ветеринарный пункты, школа.
В 1930  году организован колхоз «Красный казак» (первый председатель П. П. Марков), к-рому принадлежало 17013 га земельных угодий, в том числе пашни 4832 га., сенокосов 3155 га., выгона 2070 га. Колхозники выращивали зерновые и технические культуры, овощи и картофель. Работали изба-читальня, детский сад и ясли.
В 1961 году на базе колхоза и ещё 4 соседних хозяйств создан совхоз «Полоцкий» (директор Я. Ф. Родин), основными направлениями деятельности которого были животноводство и растениеводство. Земельная площадь х-ва составляла 68795 га, в том числе сельскохозяйственные угодья занимали 61881 га, из них пашня34691 га. Были построены молочный цех, овцеводческая ферма, много жилых домов.
Ныне на территории села располагается центральная усадьба СХПК «Полоцкий». Имеются детский сад, школа, библиотека, дом культуры, амбулатория. Установлен памятник односельчанам, погибшим в Великую Отечественную войну.
В годы Великой Отечественной войны на фронт ушло около 300 односельчан. Погибло 133 человека. Домой вернулось около 167 человек.
Недалеко от села были найдены залежи мрамора, сейчас активно ведется его добыча. Полоцкий мраморный карьер — крупнейшее месторождение на Урале.
Село Полоцкое находится в 21 км от Аркаима — укрепленного поселения бронзового века. Ежегодно Аркаим посещают тысячи туристов.

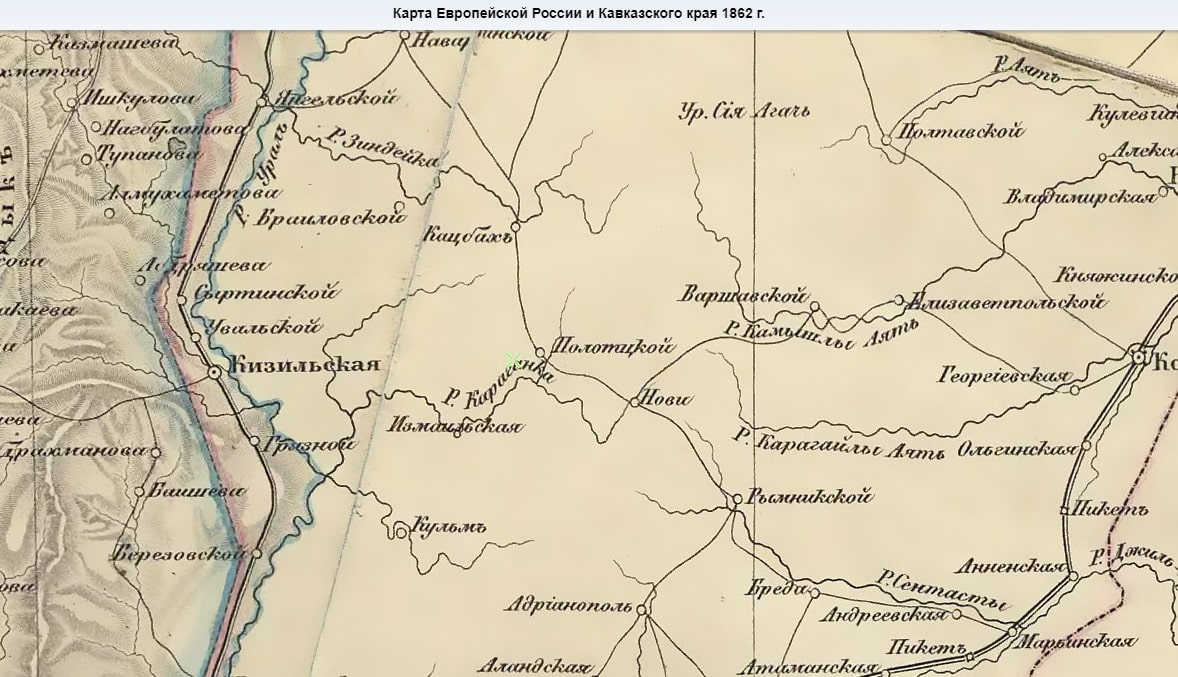
Карта 1862 года. Местность в близи станицы Полотцкой с историческими названиями ближайших станиц

## География
Через село протекает река Кайрахта. Расстояние до районного центра,села Кизильского 70 км.
Рельеф — полуравнина (Зауральский пенеплен);. Ландшафт — ковыльно-разнотравная степь.
Полоцкое связано грунтовыми и шоссейными дорогами с соседними населенными пунктами.

## Климат
Климат резко континентальный с сухим жарким летом и суровой зимой. Среднегодовое количество осадков: 266 мм. Средняя температура самого холодного месяца (января) составляет −38,9 °С, самого тёплого месяца (июля) — +39,9 °С

## Население
| Годы | Численность |
| ---- | ----------- |
| 1926 | 1535        |
| 1959 | 1190        |
| 1970 | 1321        |
| 1983 | 1329        |
| 1995 | 1507        |

| 2002 | 2010  |
| ---- | ----- |
| 1460 | ↘1194 |